# Campeonato Paulista de Futebol de 2006
O Campeonato Paulista de Futebol de 2006 foi a 66.ª edição do campeonato organizado pela Federação Paulista de Futebol da principal divisão do futebol paulista, disputado entre 11 de janeiro e 9 de abril de 2006. O Santos foi o campeão, após 21 anos sem o título desta competição, obtendo 43 pontos em 19 jogos, um ponto a mais do que o vice-campeão São Paulo. 
Nilmar, do Corinthians, foi o artilheiro da competição, com 18 gols marcados.
O campeão alvinegro se destacou pela defesa menos vazada, e, embora tenha sido a única equipe a marcar em todos os jogos, o vice-campeão tricolor se destacou por ter o ataque mais positivo.

## Regulamento
A fórmula foi a mesma do ano anterior, conhecida por pontos corridos. Nesse esquema, todos jogaram contra todos em turno único, tendo como campeão aquele que tivesse a melhor campanha ao longo das 19 rodadas e os quatro últimos sendo rebaixados à série A2 (segunda divisão) do campeonato.
Os quatro rebaixados foram Guarani, Portuguesa, Portuguesa Santista e Mogi Mirim.

## Campanha do Campeão[2]
- 12/01 - São Bento 1 X 1 Santos
- 15/01 - Santos 2 X 0 Mogi Mirim
- 19/01 - Paulista de Jundiaí 3 X 1 Santos
- 22/01 - Santos 3 X 2 Marília
- 29/01 - América-SP 2 X 3 Santos
- 02/02 - Santos 3 X 0 Santo André
- 05/02 - Portuguesa Santista 2 X 1 Santos
- 08/02 - Santos 1 X 0 Noroeste
- 12/02 - Corinthians 0 X 1 Santos
- 19/02 - Santos 1 X 0 O Ponte Preta
- 25/02 - Santos 1 X 0 Rio Branco
- 01/03 - São Caetano 2 X 3 Santos
- 05/03 - Santos 1 X 0 Palmeiras
- 12/03 - Guarani 2 X 1 Santos
- 19/03 - Santos 2 X 1 Ituano
- 25/03 - Juventus 1 X 2 Santos
- 29/03 - Santos 3 X 1 Bragantino
- 02/04 - São Paulo 3 X 1 Santos
- 09/04 - Santos 2 X 0 Portuguesa

## Jogo do título[3]
| 9 de abril de 2006 | Santos                            | 2 — 0 | Portuguesa | Vila Belmiro, Santos                        |
|                    | Cléber Santana 23' · Leonardo 28' |       |            | Público: 19 658 Árbitro: Wilson Luiz Seneme |

Santos: Fábio Costa; Fabinho, Ronaldo Guiaro, Ávalos e Kléber; Wendel, Maldonado (Heleno), Cléber Santana e Leo Lima (Rodrigo Tabata); Geílson (Magnum) e Reinaldo. Técnico: Vanderlei Luxemburgo.
Portuguesa: Gléguer; Jackson, Bruno, Emerson e Leonardo; Alexandre, Rai (Joãozinho), Sandro e Cléber (Esley); Diogo e Johnson (Anderson). Técnico: Edinho Nazareth.

## Classificação Final

### Série A1
| Tabela de Classificação | Tabela de Classificação | Tabela de Classificação | Tabela de Classificação | Tabela de Classificação | Tabela de Classificação | Tabela de Classificação | Tabela de Classificação | Tabela de Classificação | Tabela de Classificação |
| Time | Time                    | PG                      | J                       | V                       | E                       | D                       | GP                      | GC                      | SG                      |
| --- | ----------------------- | ----------------------- | ----------------------- | ----------------------- | ----------------------- | ----------------------- | ----------------------- | ----------------------- | ----------------------- |
| 1 | Santos                  | 43                      | 19                      | 14                      | 1                       | 4                       | 33                      | 19                      | 14                      |
| 2 | São Paulo               | 42                      | 19                      | 13                      | 3                       | 3                       | 46                      | 21                      | 25                      |
| 3 | Palmeiras               | 36                      | 19                      | 11                      | 3                       | 5                       | 37                      | 28                      | 9                       |
| 4 | Noroeste                | 34                      | 19                      | 10                      | 4                       | 5                       | 34                      | 26                      | 8                       |
| 5 | São Caetano             | 32                      | 19                      | 9                       | 5                       | 5                       | 26                      | 23                      | 3                       |
| 6 | Corinthians             | 31                      | 19                      | 9                       | 4                       | 6                       | 43                      | 24                      | 19                      |
| 7 | Rio Branco              | 30                      | 19                      | 9                       | 3                       | 7                       | 34                      | 28                      | 6                       |
| 8 | Juventus                | 27                      | 19                      | 8                       | 3                       | 8                       | 31                      | 28                      | 3                       |
| 9 | Ituano                  | 27                      | 19                      | 7                       | 6                       | 6                       | 27                      | 23                      | 4                       |
| 10 | América                 | 25                      | 19                      | 8                       | 1                       | 10                      | 25                      | 30                      | -5                      |
| 11 | São Bento               | 25                      | 19                      | 7                       | 4                       | 8                       | 23                      | 27                      | -4                      |
| 12 | Paulista                | 25                      | 19                      | 7                       | 4                       | 8                       | 28                      | 33                      | -5                      |
| 13 | Ponte Preta             | 25                      | 19                      | 6                       | 7                       | 6                       | 24                      | 24                      | 0                       |
| 14 | Bragantino              | 24                      | 19                      | 6                       | 6                       | 7                       | 24                      | 26                      | -2                      |
| 15 | Santo André             | 21                      | 19                      | 6                       | 3                       | 10                      | 26                      | 38                      | -12                     |
| 16 | Marília                 | 20                      | 19                      | 5                       | 5                       | 9                       | 25                      | 34                      | -9                      |
| 17 | Guarani                 | 19                      | 19                      | 4                       | 7                       | 8                       | 24                      | 31                      | -7                      |
| 18 | Portuguesa              | 18                      | 19                      | 5                       | 3                       | 11                      | 21                      | 30                      | -9                      |
| 19 | Portuguesa Santista     | 17                      | 19                      | 5                       | 2                       | 12                      | 22                      | 38                      | -16                     |
| 20 | Mogi Mirim              | 10                      | 19                      | 2                       | 4                       | 13                      | 18                      | 40                      | -22                     |
| PG – pontos ganhos; J – jogos; V – vitórias; E – empates; D – derrotas; GP – gols pró; GC – gols contra; SG – saldo de gols |                         |                         |                         |                         |                         |                         |                         |                         |                         |

## Principais artilheiros
18 gols
- Nilmar (Corinthians)

10 gols
- Thiago Ribeiro (São Paulo)

9 gols
- Marcos Aurélio (Bragantino)
- Fabiano Gadelha (Rio Branco)

## Premiação
| Campeão Paulista de 2006 |
| Santos                   |
| ------------------------ |
| SANTOS (16º título)      |

## Campeão do Interior
| Campeão do Interior de 2006 |
| Bauru                       |
| --------------------------- |
| NOROESTE (2º título)        |